# Jalen Harris
Jalen Harris (nascido em 14 de agosto de 1998) é um americano jogador de basquete profissional do Toronto Raptors da National Basketball Association (NBA) e do Raptors 905 da NBA G League.
Ele jogou basquete universitário no Louisiana Tech Bulldogs e no Nevada Wolf Pack e foi selecionado pelos Raptors como a 59ª escolha geral no Draft da NBA de 2020.

## Início da vida e carreira no ensino médio
Harris nasceu em Dallas, Texas, filho de Karlin Kennedy e Erion Harris, ambos jogadores de basquete na SMU, e tem dois irmãos mais novos e uma irmã. Sua mãe deu à luz aos 19 anos, mas voltou a jogar na SMU e se formou como líder de todos os tempos em pontos, rebotes e bloqueios.
Harris cresceu em Duncanville e jogou basquete, futebol americano e beisebol. Ele desistiu do futebol americano após uma lesão no ensino médio. Após isso ele treinou com seu pai para se tornar um jogador de basquete de alto nível.
Ele frequentou a Duncanville High School e cresceu para 1,90m em seu segundo ano. Em seu terceiro ano, ele teve médias de 15 pontos, 4 rebotes e 2 assistências e foi nomeado o Jogador Ofensivo do Ano do Distrito 8-6A.
Ele quebrou uma vértebra durante um evento da AAU, forçando-o a perder metade de sua última temporada. Mesmo assim, Harris foi novamente nomeado Jogador Ofensivo do Ano do Distrito 8-6A. Ele teve médias de 23 pontos, 7 rebotes, 4 assistências e 2 roubos de bola e acertou 55% dos seus arremessos e 45% das tentativas de três pontos. Em um jogo contra o Cedar Hill High School, Harris marcou 44 pontos, o melhor da sua carreira.
Ele foi classificado como o 16º melhor jogador e o nono melhor armador do Texas em sua classe pelo Rivals. Harris rejeitou as ofertas de Indiana e Kansas para assinar com a Louisiana Tech.

## Carreira universitária
Harris começou sua carreira universitária na Louisiana Tech. Como calouro, ele teve médias de 10,9 pontos e 3,1 rebotes e foi nomeado para a Equipe de Novatos da Conference USA. Em seu segundo ano, Harris liderou os Bulldogs em pontuação com 15,3 pontos por jogo, enquanto também obteve médias de 4,4 rebotes, 2,4 assistências e 1,1 roubos de bola. Ele decidiu se transferir após 11 jogos. Em janeiro de 2018, ele assinou com Nevada, rejeitando as ofertas de Oklahoma State, Tulsa e Stephen F. Austin. Harris escolheu Nevada depois de assistir a um jogo contra Boise State e ficar impressionado com o técnico Eric Musselman.
Após sua temporada de transição, o técnico Musselman partiu para Arkansas e a universidade contratou Steve Alford. Ele perdeu seu segundo jogo com seu novo time devido a uma lesão no pé e voltou contra USC, terminando o jogo com nove pontos. Durante um período de oito jogos em janeiro de 2020, Harris teve médias de 27 pontos, 5,4 rebotes e 4,4 assistências. Em 11 de fevereiro, ele foi nomeado o Jogador Nacional da Semana pela Associação de Escritores de Basquete dos Estados Unidos, após marcar 38 pontos contra a Força Aérea e 32 pontos contra San Diego State. Ele registrou 29 pontos, 14 rebotes, cinco assistências e duas roubadas de bola na vitória por 82-79 na prorrogação contra UNLV em 12 de fevereiro, tornando-se o 11º jogador de Nevada a somar pelo menos 20 pontos, 10 rebotes e cinco assistências em um jogo. Harris é o primeiro jogador de Nevada desde Nick Fazekas em 2006 a ter quatro ou mais jogos de 30 pontos em uma temporada. No final da temporada regular, Harris foi nomeado para a Primeira-Equipe da Conferência Mountain West. Ele teve médias de 21,7 pontos e 6,5 rebotes. Após a temporada, Harris se declarou para o Draft da NBA de 2020.

## Carreira profissional
Em 18 de novembro de 2020, Harris foi escolhido na segunda rodada, 59º escolha geral, no Draft da NBA de 2020 pelo Toronto Raptors.
Em 29 de janeiro de 2021, Harris foi cedido ao Raptors 905 da G-League.

## Estatísticas da carreira

### Universidade
| Ano      | Equipe         | PJ                        | PT                        | MPJ                       | AP                        | 3P                        | LL                        | RT                        | AS                        | BR                        | TO                        | PPJ                       |
| -------- | -------------- | ------------------------- | ------------------------- | ------------------------- | ------------------------- | ------------------------- | ------------------------- | ------------------------- | ------------------------- | ------------------------- | ------------------------- | ------------------------- |
| 2016–17  | Louisiana Tech | 27                        | 2                         | 22.9                      | .447                      | .319                      | .883                      | 3.1                       | 1.6                       | .8                        | .3                        | 10.9                      |
| 2017–18  | Louisiana Tech | 11                        | 11                        | 25.1                      | .478                      | .444                      | .830                      | 4.4                       | 2.4                       | 1.1                       | .3                        | 15.3                      |
| 2018–19  | Nevada         | Não jogou nessa temporada | Não jogou nessa temporada | Não jogou nessa temporada | Não jogou nessa temporada | Não jogou nessa temporada | Não jogou nessa temporada | Não jogou nessa temporada | Não jogou nessa temporada | Não jogou nessa temporada | Não jogou nessa temporada | Não jogou nessa temporada |
| 2019–20  | Nevada         | 30                        | 30                        | 33.0                      | .446                      | .362                      | .823                      | 6.5                       | 3.9                       | 1.1                       | .1                        | 21.7                      |
| Carreira | Carreira       | 68                        | 43                        | 27.7                      | .451                      | .359                      | .838                      | 4.8                       | 2.7                       | 1.0                       | .2                        | 16.4                      |

Fonte: